# Новосельское сельское поселение (Смоленский район)
Новосе́льское се́льское поселе́ние — муниципальное образование в составе Смоленского района Смоленской области России. Административный центр — деревня Новосельский. Образовано 2 декабря 2004 года.

## Географические данные
- Общая площадь: 235,62 км²
- Расположение: центральная часть Смоленского района
- Граничит:
  - на севере — с   Лоинским сельским поселением
  - на северо-востоке — с   Вязгинским сельским поселением
  - на востоке — с Стабенским сельским поселением
  - на юге — с  Дивасовским сельским поселением
  - на юго-западе — с Волоковским сельским поселением
  - на западе — с Касплянским сельским поселением
- По территории поселения проходит автомобильная дорога Р133 Смоленск — Невель.
- Крупные реки: Удра, Каспля, Жереспея.

## Население
| 2011  | 2012  | 2013  | 2014  | 2015  | 2016  | 2017  |
| ----- | ----- | ----- | ----- | ----- | ----- | ----- |
| 1206  | ↗1304 | ↗1313 | ↗1324 | ↘1301 | ↘1300 | ↘1245 |
| 2018  | 2019  | 2020  | 2021  |       |       |       |
| ↘1231 | ↘1175 | ↘1143 | ↗1271 |       |       |       |

## Населённые пункты
В сельское поселение входят 33 населённых пункта:
| №  | Населённый пункт | Тип     | Население (чел.) |
| -- | ---------------- | ------- | ---------------- |
| 1  | Аболонье         | деревня | 3                |
| 2  | Абраменки        | деревня | 7                |
| 3  | Агапоново        | деревня | 126              |
| 4  | Анастасьино      | деревня | 0                |
| 5  | Афоньки          | деревня | 0                |
| 6  | Бабни            | деревня | 68               |
| 7  | Банный Остров    | деревня | 6                |
| 8  | Банный Остров    | деревня | 7                |
| 9  | Белодедово       | деревня | 6                |
| 10 | Большая Дубровка | деревня | 76               |
| 11 | Большое Загорье  | деревня | 5                |
| 12 | Бор              | деревня | 0                |
| 13 | Борисовка        | деревня | 0                |
| 14 | Борисовщина      | деревня | 7                |
| 15 | Верховье         | деревня | 480              |
| 16 | Гряда            | деревня | 6                |
| 17 | Дебрицы          | деревня | 3                |
| 18 | Жорновка         | деревня | 13               |
| 19 | Заозёрье         | деревня | 0                |
| 20 | Каменка          | деревня | 0                |
| 21 | Кислые           | деревня | 3                |
| 22 | Малая Дубровка   | деревня | 83               |
| 23 | Мамленки         | деревня | 0                |
| 24 | Молодая          | деревня | 2                |
| 25 | Новосельский     | деревня | 179              |
| 26 | Остье            | деревня | 6                |
| 27 | Петрово          | деревня | 4                |
| 28 | Пындино          | деревня | 37               |
| 29 | Тепенино         | деревня | 0                |
| 30 | Усовщина         | деревня | 0                |
| 31 | Хлусы            | деревня | 15               |
| 32 | Щеголево         | деревня | 9                |
| 33 | Язвище           | деревня | 53               |

### Упразднённые населённые пункты
- деревня Холм (2012 год[14])